# Tschudniw
Tschudniw (ukrainisch Чуднів; russisch Чуднов Tschudnow, polnisch Cudnów) ist eine Stadt im Süden der ukrainischen Oblast Schytomyr und war bis Juli 2020 das administrative Zentrum des gleichnamigen Rajons Tschudniw mit etwa 5200 Einwohnern.

## Geographische Lage

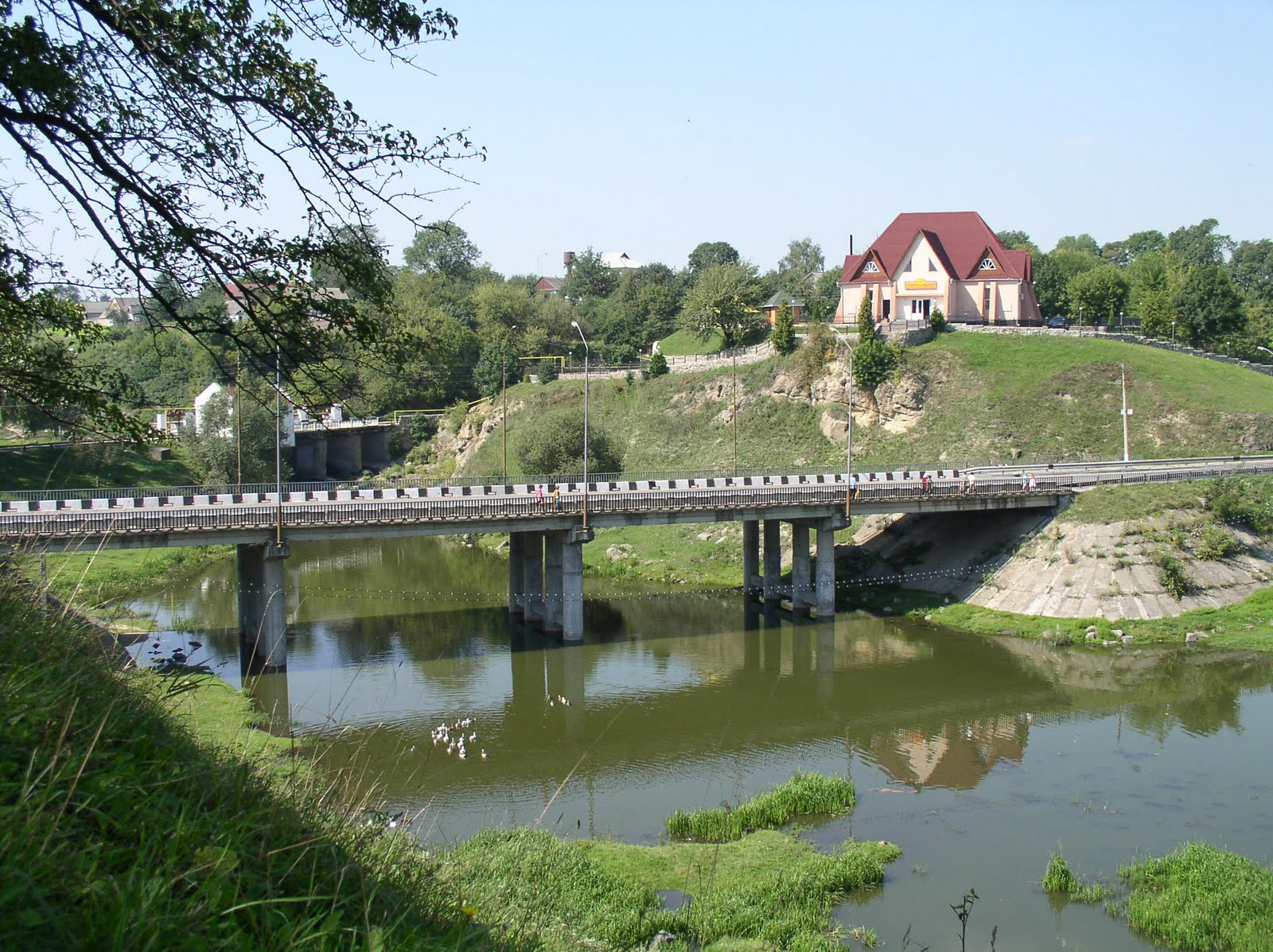
Der Teteriw in Tschudniw

Die Stadt liegt am Teteriw, einem rechten Nebenfluss des Dnepr, 55 km südwestlich vom Oblastzentrum Schytomyr und 39 km nordwestlich von Berdytschiw. Durch Tschudniw verläuft die Fernstraße N 03, die Chmelnyzkyj mit Schytomyr verbindet, südlich des Ortes die Bahnstrecke Kowel–Kosjatyn mit einem Bahnhof im Dorf Wilschanka.

## Geschichte
Die 1416 gegründete Ortschaft wurde 1924 zu einer Siedlung städtischen Typs ernannt, am 6. September 2012 erhielt sie den Status einer Stadt.
Im Russisch-Polnischen Krieg von 1654 bis 1667 fand in der Nähe von Tschudniw zwischen dem 27. September und dem 4. November 1660 die Schlacht bei Tschudniw statt, in der polnisch-litauische Truppen zusammen mit den Krimtataren gegen die Truppen des russischen Zarenreiches und den mit ihnen verbündeten Kosaken kämpften. Die Schlacht endete mit einem entscheidenden Sieg der Polen. Zur Erinnerung wurde in der Stadt 2011 eine Gedenkstätte errichtet.
Während der deutschen Besatzung im Zweiten Weltkrieg fand unter Beteiligung des Polizei-Bataillons 303 im September 1941 bei Tschudniw ein Massaker an 100 Juden statt, die Leichen wurden auf dem Ölberg des Ortes verscharrt. Auch danach wurden die im Ort noch lebenden Juden unter der Verantwortung des in Tschudnow installierten  Gebietskommissars drangsaliert und willkürlich erschossen, im Strafverfahren gegen den Gebietslandwirt wurden 1957 allerdings keine ausreichenden Beweise gefunden.

## Persönlichkeiten
- Iwan Feschtschenko-Tschopiwskyj (ukrainisch Іван Адріянович Фещенко-Чопівський, 1884–1952); Wissenschaftler und Politiker
- Wira Scheludtschenko (ukrainisch Віра Тимофіївна Шелудченко, * 1952); Bürgermeisterin von Schytomyr von 2006 bis 2010
- Jan Barszczewski (ca. 1790–1851); belarussischer und polnischer Dichter und Schriftsteller; verbrachte seine letzten Lebensjahr in Tschudniw, wo er starb und bestattet wurde.

## Verwaltungsgliederung
Am 11. Juli 2018 wurde die Stadt zum Zentrum der neugegründeten Stadtgemeinde Tschudniw (ukrainisch Чуднівська міська громада/Tschudniwska miska hromada), zu dieser zählten auch noch die 28 in der untenstehenden Tabelle aufgelistetenen Dörfer, bis dahin bildete sie die gleichnamige Stadtratsgemeinde Tschudniw (Чуднівська міська рада/Tschudniwska miska rada) im Norden des Rajons Tschudniw.
Am 12. Juni 2020 kamen noch die 2 Siedlungen städtischen Typs Wakulentschuk und Welyki Korowynzi sowie die 4 Dörfer Mychajlenky, Pjatka, Pylypiwka und Ratschky zum Gemeindegebiet.
Am 17. Juli 2020 kam es im Zuge einer großen Rajonsreform zum Anschluss des Rajonsgebietes an den Rajon Schytomyr.
Folgende Orte sind neben dem Hauptort Tschudniw Teil der Gemeinde:
| Name                     | Name             | Name                                   |
| ukrainisch transkribiert | ukrainisch       | russisch                               |
| ------------------------ | ---------------- | -------------------------------------- |
| Babuschky                | Бабушки          | Бабушки (Babuschki)                    |
| Bartucha                 | Бартуха          | Бартуха                                |
| Babuschky                | Бабушки          | Бабушки (Babuschki)                    |
| Dazky                    | Дацьки           | Дацки (Dazki)                          |
| Didkiwzi                 | Дідківці         | Дедковцы (Dedkowzy)                    |
| Dowbyschi                | Довбиші          | Довбыши                                |
| Drenyky                  | Дреники          | Дреники (Dreniki)                      |
| Dryhliw                  | Дриглів          | Дрыглов (Dryglow)                      |
| Dubyschtsche             | Дубище           | Дубище (Dubischtsche)                  |
| Horodyschtsche           | Городище         | Городище (Gorodischtsche)              |
| Hremjatsche              | Грем'яче         | Гремячее (Gremjatscheje)               |
| Jasnohirka               | Ясногірка        | Ясногорка (Jasnogorka)                 |
| Jossypiwka               | Йосипівка        | Йосиповка (Jossipowka)                 |
| Karwyniwka               | Карвинівка       | Карвиновка (Karwinowka)                |
| Knjaschyn                | Княжин           | Княжин (Knjaschin)                     |
| Korotschenky             | Короченки        | Короченки (Korotschenki)               |
| Krasnohirka              | Красногірка      | Красногорка (Krasnogorowka)            |
| Krasnosilka              | Красносілка      | Красносёлка (Krasnosjolka)             |
| Krasnowolyzja            | Красноволиця     | Красноволица (Krasnowoliza)            |
| Kychti                   | Кихті            | Кихти (Kichti)                         |
| Mali Korowynzi           | Малі Коровинці   | Малые Коровинцы (Malyje Korowinzy)     |
| Mjaskiwka                | М'ясківка        | Мясковка (Mjaskowka)                   |
| Mychajlenky              | Михайленки       | Михайленки (Michailenki)               |
| Pjatka                   | П'ятка           | Пятка                                  |
| Pylypiwka                | Пилипівка        | Пилиповка (Pilipowka)                  |
| Ratschky                 | Рачки            | Рачки (Ratschki)                       |
| Ryschiw                  | Рижів            | Рыжов (Ryschow)                        |
| Stanislawiwka            | Станіславівка    | Станиславовка (Stanislawowka)          |
| Stowpiw                  | Стовпів          | Столпов (Stolpow)                      |
| Sudatschiwka             | Судачівка        | Судачевка (Sudatschewka)               |
| Tjutjunnyky              | Тютюнники        | Тютюнники (Tjutjunniki)                |
| Turtschyniwka            | Турчинівка       | Турчиновка (Turtschinowka)             |
| Wakulentschuk            | Вакуленчук       | Вакуленчук                             |
| Welyki Korowynzi         | Великі Коровинці | Великие Коровинцы (Welikije Korowinzy) |